# مرد آبی (فیلم)
مرد آبی (به انگلیسی: The Water Man) فیلمی محصول سال ۲۰۲۰ و به کارگردانی دیوید اویلوو است. در این فیلم بازیگرانی همچون دیوید اویلوو، رزاریو داوسون، لونی چاویس، آمیا میلر، آلفرد مولینا، ماریا بلو و جسیکا اویلوو ایفای نقش کرده‌اند.